# Wtorowo (stacja kolejowa)
Wtorowo (ros. Второво) – stacja kolejowa w miejscowości Wtorowo, w rejonie kamieszkowskim, w obwodzie włodzimierskim, w Rosji. Położona jest na nowym szlaku Kolei Transsyberyjskiej.

## Historia
Stacja powstała w czasach carskich na linii Moskwa – Niżny Nowogród, pomiędzy stacjami Bogolubowo i Propasti.